# Calle de Larra
La calle de Larra es una vía pública de la ciudad española de Madrid, situada en el barrio de Justicia, distrito Centro.

## Descripción
La vía discurre desde la calle de Barceló hasta la de Sagasta. Honra con el título al escritor matritense Mariano José de Larra y Sánchez de Castro (1809-1837). Aparece descrita en Las calles de Madrid (1889) de Hilario Peñasco de la Puente y Carlos Cambronero con las siguientes palabras:

Larra. Esta calle comienza en la de Barceló y termina en la calle de Sagasta. Es de apertura moderna. D. Mariano José de Larra, conocido generalmente por el seudónimo de Fígaro, es una de las figuras más importantes de la literatura moderna.
(Peñasco de la Puente y Cambronero, 1889, p. 288)